# Heritiera ornithocephala
Heritiera ornithocephala är en malvaväxtart som beskrevs av André Joseph Guillaume Henri Kostermans. Heritiera ornithocephala ingår i släktet Heritiera och familjen malvaväxter. Inga underarter finns listade i Catalogue of Life.